# Suseni (okręg Marusza)
Suseni (węg. Marosfelfalu) – wieś w Rumunii, w okręgu Marusza, w gminie Suseni. W 2011 roku liczyła 1599 mieszkańców.